# Città di Como Challenger 2014
Il Città di Como Challenger 2014 è stato un torneo di tennis facente parte della categoria ATP Challenger Tour nell'ambito dell'ATP Challenger Tour 2014. È stata la 9ª edizione del torneo che si è giocato a Como in Italia dal 25 al 31 agosto 2014 su campi in terra rossa e aveva un montepremi di 35 000 €+H.

## Partecipanti singolare

### Teste di serie
| Nazionalità | Giocatore             | Ranking* | Testa di serie |
| ----------- | --------------------- | -------- | -------------- |
| Argentina   | Facundo Argüello      | 121      | 1              |
| Francia     | Pierre-Hugues Herbert | 136      | 2              |
| Romania     | Adrian Ungur          | 137      | 3              |
| Italia      | Filippo Volandri      | 148      | 4              |
| Romania     | Victor Hănescu        | 150      | 5              |
| Italia      | Potito Starace        | 156      | 6              |
| Italia      | Marco Cecchinato      | 160      | 7              |
| Italia      | Andrea Arnaboldi      | 172      | 8              |

- Ranking al 18 agosto 2014.

### Altri partecipanti
Giocatori che hanno ricevuto una wild card:
- Salvatore Caruso
- Matteo Donati
- Alessandro Giannessi
- Pietro Licciardi

Giocatori che sono passati dalle qualificazioni:
- Boris Pašanski
- Patrik Rosenholm
- Viktor Troicki
- Jürgen Zopp

Giocatori che hanno ricevuto un entry come alternate:
- Mirza Bašić
- Pierre-Hugues Herbert

## Vincitori

### Singolare
Viktor Troicki ha battuto in finale  Louk Sorensen con il punteggio di 6–3, 6–2.

### Doppio
Guido Andreozzi /  Facundo Argüello hanno battuto in finale  Steven Diez /  Enrique López-Pérez con il punteggio di 6–2, 6–2.